# Corey Webster
Corey Jonas Webster (Vacherie, 2 marzo 1982) è un giocatore di football americano statunitense che gioca nel ruolo di cornerback per i New York Giants della National Football League (NFL). Fu scelto nel corso del secondo giro (43º assoluto) del Draft NFL 2005 dai Giants. Al college ha giocato a football all'Università della Louisiana.

## Carriera professionistica

### New York Giants
Webster fu scelto nel corso del secondo giro del Draft 2005 dai New York Giants. Nella sua stagione da rookie disputò 15 gare, due delle quali come titolare, 37 tackle, 5 passaggi deviati e 2 fumble forzati.
Nella stagione 2006, il giocatore fu visto in azione in 12 gare, 10 partendo dall'inizio, terminando l'annata con 41 tacke, un sack e 11 passaggi deviati.
Nel 2007, la presenza in campo di Webster fu principalmente come membro degli special team dopo aver iniziato come titolare nelle prime settimane della stagione. Nel corso dell'anno, una buona prestazione contro i Buffalo Bills nella 16, in cui mise a segno un intercetto, fu anticipatrice del successo che avrebbe ottenuto nei playoff. Nel primo turno di playoff contro i Tampa Bay Buccaneers, egli intercettò Jeff Garcia nella end zone. Inoltre recuperò un fumble del ritornare dei Buccaneers Micheal Spurlock all'inizio del secondo tempo. Il recupero di quella palla persa permise ai Giants di calciare un field goal. Nel turno successivo, Webster limitò in maniera decisiva l'All-Pro Terrell Owens. Nella finale della National Football Conference, Corey fece registrare quello che si rivelò l'intercetto decisivo, spedendo i Green Bay Packers fuori dai playoff e i Giants al Super Bowl XLII.
Nel Super Bowl XLII, Webster nei primi tre quarto giocò una prestazione sontuosa. Sfortunatamente, nel drive che portò i New England Patriots avanti nel punteggio, egli cadde a terra permettendo al ricevitore dei Patriots Randy Moss di segnare un semplice touchdown su un terzo down di notevole importanza. Egli si rifece nel finale di partita deviando un passaggio di Tom Brady per Randy Moss nel drive successivo impedendo ai Patriots di segnare. Alla fine, a sorpresa, i Giants sconfissero gli imbattuti Patriots e Webster conquistò il suo primo titolo NFL.
Il 14 dicembre 2008, i New York Giants fecero firmare al giocatore un prolungamento contrattuale quinquennale del valore di 43,5 milioni di dollari, 20 milioni dei quali garantiti.
Durante il debutto casalingo dei Giants contro i Washington Redskins il 13 settembre 2009, Webster fu coinvolto in una rissa col ricevitore dei Redskins Santana Moss. Entrambi gli atleti furono penalizzati per condotta anti-sportiva.
Nell'annata 2011, Webster mise a segno il proprio primato stagionale di intercetti con 6, disputando come titolare tutte le gare della stagione regolare. I Giants conclusero la stagione con un record di 9-7, qualificandosi per un soffio ai playoff grazie alla vittoria decisiva sui Cowboys. Nella off-season, essi eliminarono nell'ordine gli Atlanta Falcons, i favoritissimi e campioni in carica Green Bay Packers e nella finale della NFC i San Francisco 49ers. Il 5 febbraio 2012, Webster partì come titolare nel Super Bowl XLVI, vinto ancora contro i Patriots 21-17, laureandosi per la seconda volta campione NFL.
Nella settimana 2 della stagione 2012, Webster fece registrare il suo primo intercetto stagionale contro i Tampa Bay Buccaneers. Gli altri li mise a segno nella settimana 8 contro i Cowboys, nel turno seguente contro gli Steelers e nella settimana 12 contro i Packers. La sua stagione si concluse con un nuovo primato in carriera per tackle (58) e quattro intercetti, coi Giants che non si qualificarono per i playoff.

## Palmarès
- Super Bowl : 2

New York Giants: XLII, XLVI
- National Football Conference Championship: 2

New York Giants: 2007, 2011

## Statistiche
| Tackle     | 358 |
| Sack       | 2,0 |
| Intercetti | 20  |

Statistiche aggiornate alla stagione 2012